# 조팝나무
조팝나무는 조팝나무과에 속하는 잎 지는 넓은잎 떨기나무이다. 중국이 원산지로 한국 전국의 해발 100~1,000m에 이르는 산야 각지에 분포한다. 꽃 핀 모양이 튀긴 좁쌀을 붙인 것처럼 보이기 때문에 조팝나무라고 한다. 기본종은 만첩조팝나무(Spiraea prunifolia Siebold & Zucc.)이다.

## 생태
주로 산기슭의 양지나 밭둑에서 자란다. 높이는 1.5-2m 가량이다.

## 형태

### 줄기
줄기에는 능선이 있고 다갈색이다. 어린 가지에는 털이 나 있다.

### 잎
잎은 타원형으로, 가장자리는 톱니처럼 되어 있다. 특히, 잎의 뒷면은 잔털이 있으며 나쁜 냄새를 낸다.

### 꽃

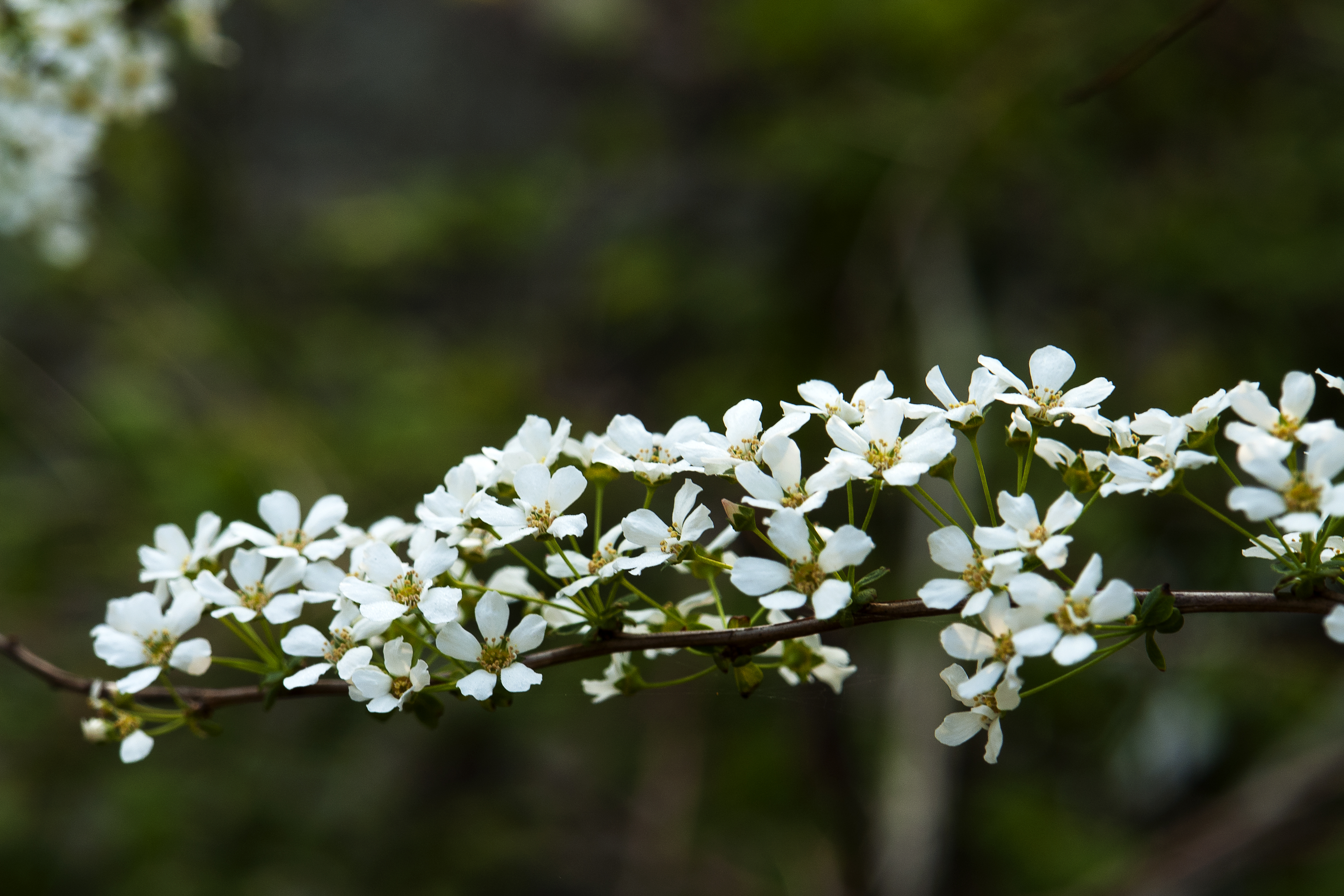
조팝나무꽃

4-5월경에 흰꽃이 산형꽃차례를 이루면서 핀다. 꽃은 윗부분의 짧은 가지에 4-5개가 산형상으로 달리며, 작은꽃자루는 길이 1.5m이고, 꽃받침잎은 5개로 첨두상이며, 꽃잎은 도란형.타원형으로 백색이고 길이는 4-6mm이며 4-5월에 개화한다.

### 열매
열매는 골돌로 9월경에 익는다.

## 심는 방법
- 번식법 : 익은 종자는 바로 화분에 뿌리거나 여름에 받은 종자는 종이에 싸서 냉장보관 후 가을에 뿌린다. 줄기는 올해 가지를 잘라 가을과 이른 봄에 꺾꽂이한다.
- 관리법 : 햇볕이 잘 드는 곳과 물 빠짐이 좋은 화분이나 화단에 심는다.[2]

## 쓰임새
어린순은 나물로 먹고 뿌리는 해열제나 신경통치료제로 쓰인다. 관상용, 약용, 식용으로 쓰인다.